# Portanus longicornis
Portanus longicornis är en insektsart som beskrevs av Henry Fairfield Osborn 1923. Portanus longicornis ingår i släktet Portanus och familjen dvärgstritar. Inga underarter finns listade i Catalogue of Life.